# Gallipoli (album)
Gallipoli è il quinto album in studio del gruppo musicale statunitense Beirut, pubblicato nel 2019.

## Il disco
Il titolo del disco e quello del singolo di lancio omaggiano la città di Gallipoli, situata in Salento, in cui Zach Condon e Gabe Wax avevano soggiornato e scritto alcune canzoni nel 2017.

## Tracce
1. When I Die – 3:16
2. Gallipoli – 4:06
3. Varieties of Exile – 5:27
4. On Mainau Island – 2:13
5. I Giardini – 3:43
6. Gauze für Zah – 6:04
7. Corfu – 2:35
8. Landslide – 3:30
9. Family Curse – 3:23
10. Light in the Atoll – 3:59
11. We Never Lived Here – 4:12
12. Fin – 2:03